# Smečno
Smečno — miasto w Czechach, w kraju środkowoczeskim.
Według danych z 31 grudnia 2003 powierzchnia miasta wynosiła 962 ha, a liczba jego mieszkańców 1 781 osób.
W kościele św. Trójcy znajdują się najstarsze w Czechach kościelne organy piszczałkowe.

## Demografia
| Rok             | 1970  | 1980  | 1991  | 2001  | 2003  |
| --------------- | ----- | ----- | ----- | ----- | ----- |
| Liczba ludności | 1 987 | 1 788 | 1 646 | 1 770 | 1 781 |

Źródło: Czeski Urząd Statystyczny